# Группа пирохлора
Группа пирохлора — группа минералов, к которой отнесены кристаллические и метамиктные титано-тантало-ниобаты, имеющие в естественном состоянии или после прокаливания структуру пирохлора.

## Физические свойства
Микролит обычно бывает кристаллическим, пирохлор – частью кристаллическим, частью метамиктным; бетафит, урановые и редкоземельные разновидности пирохлора – метамиктны, бариевые, а также свинцовый микролит – кристаллические. Величина параметра элементарной ячейки в общем зависит от состава; возрастание количества титана в группе B вызывает уменьшение элементарной ячейки, у прокаленных метамиктных пирохлоров параметр элементарной ячейки несколько меньше, чем у кристаллических; среди элементов группы A существенное влияние на увеличение параметра ячейки оказывают Ba, Sr и Pb. Диагностика минералов группы пирохлора очень трудна. Удельный вес широко варьирует и не является показательным для пирохлоров и бетафитов, лишь микролит и вестгернит выделяются значительно большим удельным весом. Показатели преломления существенно различаются. Кривые нагревания кристаллического пирохлора и микролита плавные; метамиктные минералы дают экзотермический пик и эндотермическое понижение в пределах 175-215°C. Парагенезис минералов группы различен. Пирохлор характерен для нефелиновых сиенитов, сиенитов и связанных с ними пегматитов, для комплексов щелочных ультраосновных пород, широко распространен в карбонатитах, лишь иттриевая разновидность пирохлора – обручевит наблюдается  в гранитных пегматитах. Бетафит встречается в некоторых карбонатитах, в гранитных пегматитах (сопровождается эвксенитом, малаконом, торитом, ортитом); наблюдался в участках фенитизированных пегматитов у контактов массивов нефелиновых сиенитов. В отличие от пирохлора, его разновидностей и бетафита, микролит – типичный минерал литиевых пегматитов, содержащих лепидолит, розовый турмалин, сподумен, берилл и др.; в литиевых пегматитах обнаружен и вестгренит.

## Номенклатура
| Название минерала | Химический состав                        | Сингония    | Параметр ячейки | Удельный вес |
| ----------------- | ---------------------------------------- | ----------- | --------------- | ------------ |
| Пирохлор          | (Ca,Na,U)2-m(Nb,Ta,Ti)2O6(O,F)1-n * H2O) | Кубическая  | 1,04—1,05 нм    | 4—5          |
| Микролит          | (Ca,Na,U)2-m(Nb,Ta,Ti)2O6(O,F)1-n        | Кубическая  | 1,03—1,04 нм    | 5,9—6,4      |
| Бетафит           | (Ca,U)2-m(Nb,Ta,Ti)2O6(O,F)1-n * H2O)    | Метамиктная | 1,02—1,03 нм    | 3,7—5        |
| Вестгренит        | (Bi,Ca)(Ta,Nb)2O6(OH)                    | Кубическая  | 1,048 нм        | 6,5          |

## Кристаллическая структура
Минералы группы с идеальной формулой A2B2O6X характеризуются очень широко проявленным изоморфизмом элементов, особенностью структуры в которой возможен дефицит атомов группы A, часто наблюдающейся метамиктностью минералов и их гидратацией. Для элементов группы B характерны Nb, Ta и Ti, по содержанию которых различают главные минералы группы: в пирохлоре преобладает Nb над Ti и Ta, и микролите Ta над Nb и Ti, в бетафите Ti примерно равно Ta>Nb. Существенное преобладание Ti над Nb и Ta отмечено лишь для бетафитов из Тангена в Норвегии; соотношение Ti примерно равен Ta>Nb характерно для танталбетафита из Карелии (Россия). Существует непрерывный ряд пирохлор – микролит. Nb, Ta и Ti изоморфно замещаются (обычно в небольшой степени) Fe3+, Zr, очень редко Sb, а также, возможно, Si и Al. Большей частью содержание ZrO2 незначительно, но в некоторых уранпирохлорах достигает 5-6 %; в цирконовом бетафите установлено 9,84% ZrO2. Zr преобладает над Ti в составе циркелита, имеющего формулу, близкую к таковой пирохлоров, и структуру, производную от структуры пирохлора. содержание Sio2 установлено во многих минералах группы даже в тех случаях, когда они не сопровождаются кварцем или силикатами. К элементам группы A принадлежит (в порядке значимости): Ca, Na, U, TR, Ba, Th, Sr, Pb, Fe2-, Bi, Sb3+, Mn2+, K, предположительно также гидроксоний. Значительное содержание Bi (40,4% Bi2O3) характерно лишь для вестгренита. Отмечена связь между дефицитом атомов A и степенью гидратации минералов; возможно, что этот дефицит частично компенсируется H2O+. Дефицит в группе A в общем не характерен для микролита и собственно пирохлора, но присущ всем метамикритным минералам данной группы; особенно резко он проявлен в бариевых нематемиктных разновидностях (пандаите и рейкебурите). Исключительно большое разнообразие состава минералов этой группы явилось причиной очень большого количества названий и противоречий в их использовании. За основу классификаций минералов группы в последние годы принимается соотношение Nb, Ta и Ti. По преобладающему или специфическому элементу в группе A различаются следующие минералы и их разновидности.
|        | Nb > Ti,Ta (Пирохлор) | Ta > Nb,Ti (Микролит) | Ti > Nb,Ta (Бетафит) | Ti ≈ Nb > Ta | Ti ≈ Ta > Nb   | Nb ≈ Ta > Ti (Ниобтанталпирохлор) |
| ------ | --------------------- | --------------------- | -------------------- | ------------ | -------------- | --------------------------------- |
| Ca, Na | Пирохлор              | Микролит              |                      |              |                | Пирохлор-микролит                 |
| Ca, U  | Уранпирохлор          | Уранмикролит          | Титанбетафит         | Бетафит      | Тантал-бетафит |                                   |
| Y, U   | Обручевит             |                       |                      | Иттробетафит |                | Танталобручевит                   |
| Ce     | Мариньякит            |                       |                      |              |                |                                   |
| Ba     | Пандаит               | Рейкебурит            |                      |              |                |                                   |
| Pb     | Плюмбопирохлор        | Плюмбомикролит        |                      |              |                |                                   |
| Bi     |                       | Вестгренит            |                      |              |                |                                   |

## Список литературы
Чухров Ф. В., Бонштедт-Куплетская. Э. М. Минералы. Справочник. Выпуск 3. Сложные окислы, титанаты, ниобаты, танталаты, антимонаты, гидроокислы.. — Москва: Наука, 1967. — 676 с.